# Ronde van Italië 2024/Vijftiende etappe
De vijftiende etappe van de Ronde van Italië 2024 vond plaats op 19 mei. Deze etappe werd gewonnen door Tadej Pogačar. De Sloveen boekte zijn vierde ritsucces van deze Giro.

## Koersverloop

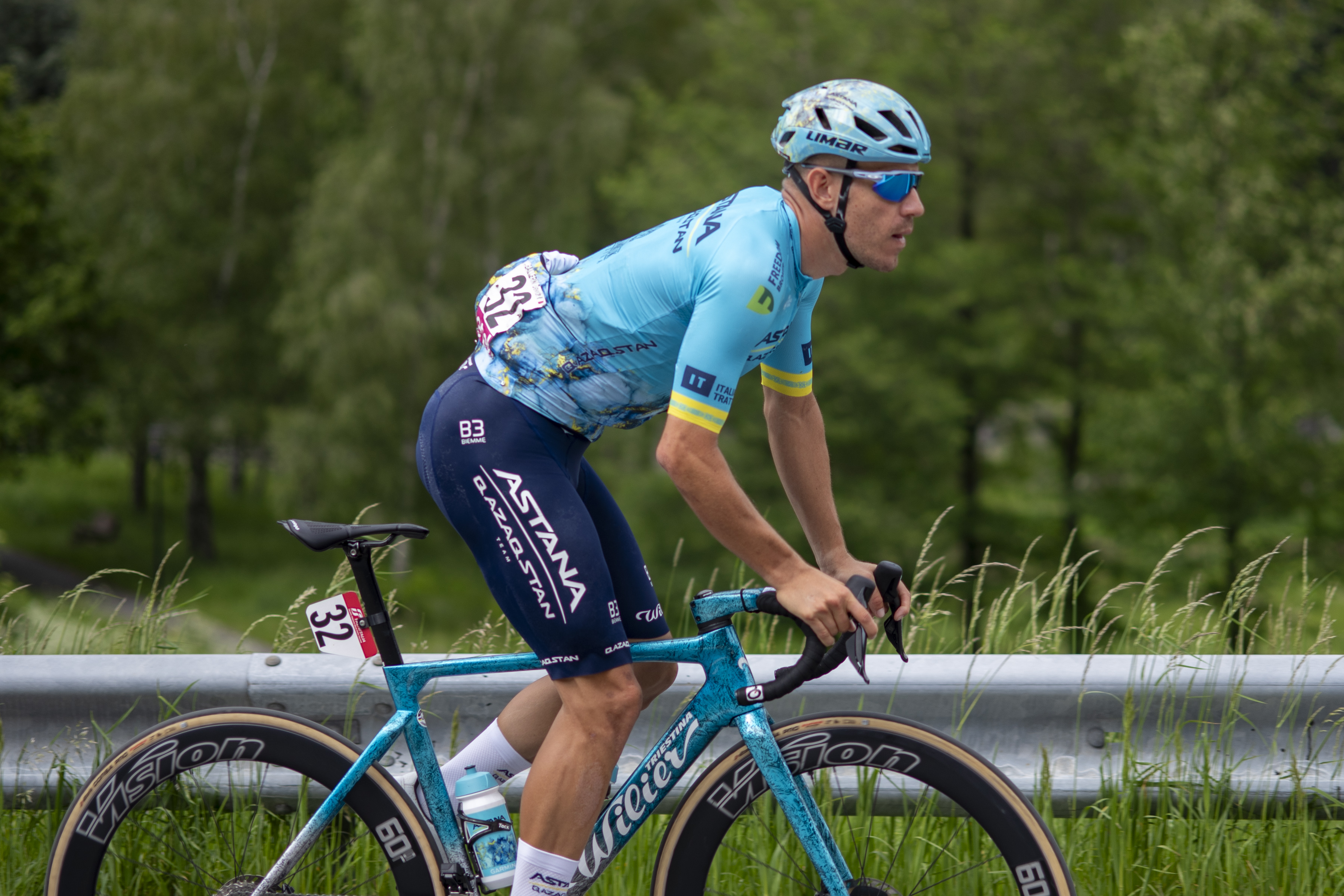
Davide Ballerini onderweg in etappe 15.

Deze vijftiende etappe werd gezien als de Koninginnenrit van deze editie. In de start van deze etappe ontstond een kopgroep met minstens vijftig renners. Dit is zeker een derde van het overgebleven peloton. Uit deze grote kopgroep ontstonden al snelle verschillende afsplitsingen. Zo reden de volgende zes renners aan de kop van de koers met nog 140 kilometer te gaan: Davide Ballerini, Giulio Pellizzari, Christian Scaroni, Alessandro Tonelli, Tobias Bayer en Harrison Wood. Niet veel later kwamen verschillende groepjes renners weer bij elkaar en reden zo met ruim dertig renners verder. Op 66 kilometer voor de finish was het de Italiaan Scaroni die als eerste de top van de Passo del Mortirolo bereikte. De laatste keer dat deze klim in de Ronde van Italië was opgenomen was in 2022, toen kwam Koen Bouwman als eerste boven.
Met nog vijftig kilometer te gaan bestond de kopgroep van de dag uit zeventien renners. Georg Steinhauser en Nairo Quintana, die het podium volledig zouden gaan maken met Pogačar zaten bij deze groep. In de kilometers die volgden hebben een hoop renners geprobeerd weg te rijden uit deze groep. Steinhauser is dit uiteindelijk als eerste echt gelukt, even later volgde Quintana. Op veertien kilometer voor de eindstreep plaatste Pogačar een aanval. Daniel Martínez kon hem eerst nog volgen, al met al duurde dat niet lang. Zodoende reed Pogačar alleen door naar de koplopers. Bij de renners aan de kop van de koers was Quintana inmiddels bij de Duitser Steinhauser weggereden. Met nog iets meer dan twee kilometer te gaan probeerde Einer Rubio weg te rijden uit de groep der favorieten. Op hetzelfde moment reed Pogačar de Colombiaan Quintana voorbij. Pogačar kon op deze manier alleen op de finish afrijden. Hij boekte hiermee zijn vierde etappezege in deze Ronde van Italië en verstevigde zijn leiderspositie in het algemene klassement. Rubio, die bij de andere overgeblevenen probeerde weg te rijden, werd nog ingehaald door de nummers twee en drie van het klassement Martínez en Geraint Thomas. Quintana en Steinhauser wisten voor Romain Bardet te finishen en stonden zodoende naast Pogačar op het podium van deze etappe die haar finish kende in Livigno.
De Nederlander Thymen Arensman deed wederom goede zaken in het klassement.

## Uitslagen
| Manerba del Garda – Livigno (220 km) |                   |                                 |          |
| Plaats                               | Naam              | Ploeg                           | tijd     |
| Winnaar                              | Tadej Pogačar     | UAE Team Emirates               | 6u11'43" |
| 2                                    | Nairo Quintana    | Movistar Team                   | + 29"    |
| 3                                    | Georg Steinhauser | EF Education-EasyPost           | + 2'32"  |
| 4                                    | Romain Bardet     | Team dsm-firmenich PostNL       | + 2'47"  |
| 5                                    | Daniel Martínez   | BORA-hansgrohe                  | + 2'50"  |
| 6                                    | Geraint Thomas    | INEOS Grenadiers                | z.t.     |
| 7                                    | Einer Rubio       | Movistar Team                   | + 2'58"  |
| 8                                    | Ben O'Connor      | Decathlon AG2R La Mondiale Team | z.t.     |
| 9                                    | Thymen Arensman   | INEOS Grenadiers                | + 3'05"  |
| 10                                   | Jan Hirt          | Soudal Quick-Step               | + 3'20"  |

| Algemeen klassement |                 |                                 |           |
| Plaats              | Naam            | Ploeg                           | Tijd      |
| Roze trui           | Tadej Pogačar   | UAE Team Emirates               | 56u11'42" |
| 2                   | Geraint Thomas  | INEOS Grenadiers                | + 6'41    |
| 3                   | Daniel Martínez | BORA-hansgrohe                  | + 6'56"   |
| 4                   | Ben O'Connor    | Decathlon AG2R La Mondiale Team | + 7'43"   |
| 5                   | Antonio Tiberi  | Bahrain-Victorious              | + 9'26"   |
| 6                   | Thymen Arensman | INEOS Grenadiers                | + 9'45"   |
| 7                   | Romain Bardet   | Team dsm-firmenich PostNL       | + 10'49"  |
| 8                   | Filippo Zana    | Team Jayco AlUla                | + 11'11"  |
| 9                   | Einer Rubio     | Movistar Team                   | + 12'13"  |
| 10                  | Jan Hirt        | Soudal Quick-Step               | + 13'11"  |

### Opgaven
Er zijn deze etappe twee opgaven gemeld. De Kazach Vadim Pronskii is niet gestart en de Fransman Clément Davy stapte deze etappe vroegtijdig af.
Niet gestart
Vadim Pronskii (Astana Qazaqstan Team)
Niet gefinisht
Clément Davy (Groupama-FDJ)
1e etappe ·
2e etappe ·
3e etappe ·
4e etappe ·
5e etappe ·
6e etappe ·
7e etappe ·
8e etappe ·
9e etappe ·
10e etappe ·
11e etappe ·
12e etappe ·
13e etappe ·
14e etappe ·
15e etappe ·
16e etappe ·
17e etappe ·
18e etappe ·
19e etappe ·
20e etappe ·
21e etappe
Startlijst · Eindstanden · Afbeeldingen